# 藤田文章
藤田 文章（ふじた ふみあき、1924年 - 2005年3月26日）は、日系イタリア人の数学者、物理学者で、折り紙理論研究家。日本で生まれ、原子核物理学を学ぶためにパドヴァ大学へ当たった。折り紙公理の公理1から6を1991年に再発見したことで知られる。1989年12月には第1回折り紙の科学国際会議を主催した。